# Метал Соник
Ме́тал Со́ник (яп. メタルソニック Мэтару Соникку, англ. Metal Sonic) — персонаж из серии компьютерных игр, комиксов, фильмов и мультфильмов Sonic the Hedgehog. Робот, созданный доктором Эггманом для уничтожения ежа Соника.
Внешний вид Метал Соника был создан по подобию ежа Соника. Автором персонажа является дизайнер Кадзуюки Хосино, также разработавший образ Эми Роуз. Метал Соник создавался как противник, способный сравниться с Соником по скорости и другим его способностям. В итоге разработчики решили реализовать идею в виде созданного доктором Эггманом робота, чьей задачей являлось изменение прошлого. Впоследствии персонаж появлялся в поздних играх франшизы, среди которых примечательна Sonic Heroes, где он получил новый обновлённый дизайн и стал главным антагонистом игры, предав Эггмана и возглавив его армию роботов. Помимо передвижения на высокой скорости, которой персонаж достигает благодаря реактивному двигателю на спине, одними из наиболее часто демонстрируемых способностей Метал Соника являются возможность стрелять лазером из пушки на животе, вызов энергетического поля, мимикрия способностей других героев, а также изменение внешности.
Пресса положительно встретила персонажа. Метал Соник занимал лидирующие позиции как и в голосованиях среди фанатов, так и в списках, составляемых профессиональными критиками. Некоторые рецензенты называли Метал Соника лучшим творением доктора Эггмана, одним из главных достоинств игры Sonic the Hedgehog CD, а также сравнивали его с Терминатором из одноимённой серии фильмов.

## Общая характеристика
Метал Соник был создан художником Кадзуюки Хосино, изобразившим его в виде робота, внешне напоминающего ежа Соника. Несмотря на схожие черты, он не копирует внешность Соника полностью, и в его дизайне ясно отображено, что персонаж является роботом: вместо синей шерсти Соника Метал Соник покрыт металлом, окрашенным в синий цвет; вместо белых глаз и зелёных зрачков — чёрные глаза и красные кольца-зрачки, вместо белых перчаток — железные когти. Кардинально его внешность была изменена в Sonic Heroes, после копирования способностей героев, где его новый образ получил название Нео Метал Соник. Он стал значительно выше, его иглы стали более длинными и полностью прямыми, создавая контур звезды; появились дополнительные железные части, имитирующие пальто. Позже, в конце игры, он был возвращён к своему изначальному виду. В последний на данный момент раз его дизайн был обновлён в Sonic Rivals 2, где герой подвергся тем же изменениям, что и большинство персонажей в Sonic the Hedgehog 2006 года: его рост был увеличен, однако в то время как другие персонажи просто «выросли», Метал Соник достиг этого за счёт дополнительной детали, напоминающей таз, которая была подсоединена к его туловищу. В разное время персонаж имел разные физические характеристики — на данный момент рост Метал Соника составляет 100 сантиметров, вес — 125,2 килограмма.
| Технические характеристики Метал Соника (взято из японской документации Sonic the Hedgehog CD) | Технические характеристики Метал Соника (взято из японской документации Sonic the Hedgehog CD)                                   |
| ---------------------------------------------------------------------------------------------- | --- |
| Главный процессор                                                                              | Чип LIPS AI Eggman Custom Chip                                                                                                   |
| Вспомогательный процессор                                                                      | Чип Neo Super DFX Чип Next Risk III                                                                                              |
| Каркас                                                                                         | Монокок из титана |
| Цветное покрытие                                                                               | Укреплённый тектит металлически-синего цвета                                                                                     |
| Главный двигатель                                                                              | 250кс, четырёхклапанный двигатель Orgon Fusion - Макс. мощность: 55 л. с./6800 об-мин - Макс. момент силы: 7.54 кг-м/4000 об-мин |
| Вторичный двигатель                                                                            | Трансформатор Теслы, производящий электричество путём электромагнитной индукции - Макс. мощность: 256 кВт                        |

Изначально, согласно сюжету франшизы, Метал Соник был создан доктором Эггманом с целью изменения будущего — злобный учёный планировал отправить его в прошлое, чтобы провести определённые манипуляции, исходом которых стал бы приход Эггмана к власти над миром. После поражения робота от рук Соника Эггман стал использовать Метал Соника в основном для нападений на синего ежа. Сам Метал Соник неоднозначный персонаж. В основном он подчиняется своему создателю и сражается с Соником, но он также и неоднократно предавал Эггмана и действовал по своей собственной воле. Он неприязненно относится к Сонику и несколько раз открыто в этом признавался. Некоторое время Метал Сонику доводилось противостоять команде детективов Хаотикс в составе из ехидны Наклза, крокодила Вектора, хамелеона Эспио, пчелы Чарми и броненосца Майти. Хорошие взаимоотношения сложились у робота только с ежом Шэдоу, когда они вдвоём действовали сообща под руководством доктора Эггмана, чтобы остановить его злобного клона из другого измерения, Эггмана Негу. Кроме Метал Соника существуют ещё несколько роботов, копирующих внешность и способности Соника: в 8-битной версии Sonic the Hedgehog 2 одним из боссов является робот Сильвер Соник, а в 16-битной — Меха Соник, несколько раз вернувшийся в последующих играх; в Knuckles' Chaotix финальным боссом выступает огромная чудовищная версия Метал Соника красного цвета. В Sonic Rivals 2 одним из антагонистов ближе к концу игры становится обновлённая модель Метал Соника из альтернативного будущего — Метал Соник 3.0.
Метал Соник является одним из уникальнейших творений доктора Эггмана, так как он обладает гораздо более развитым искусственным интеллектом, чем другие роботы злого учёного. Благодаря этому персонаж обладает характером и может принимать собственные решения. В способности развивать высокую скорость он может сравниться даже с самим Соником — это отчётливо демонстрируется во время финального уровня Sonic the Hedgehog CD, где между ними проходит гонка-соревнование. В отличие от синего ежа, Метал развивает сверхзвуковую скорость не бегом, а за счёт реактивного двигателя, расположенного у него на спине. Кроме скорости двигатель также даёт ему возможность парить над землёй. Метал Соник обладает встроенным в его тело механизмами для ведения боя: расположенной в его брюшной области лазерной пушкой для атак и функцией вызова шарообразного энергетического поля — для защиты. В  форме Нео Метал Соника он мог испускать из своих рук молнии, а также изменять свою внешность, что использовал для маскировки под Эггмана. Подобно Сонику, обладает возможностью трансформироваться в более сильные формы, используя Изумруды Хаоса или другие могущественные артефакты. Обе эти формы — Метал Маднесс (англ. Metal Madness; Металлическое Безумие) и Метал Оверлорд (англ. Metal Overlord; Металлический Повелитель) — были продемонстрированы в Sonic Heroes, когда Метал Соник поглощает всю генетическую информацию членов команды Соника, команды Дарк, команды Эми Роуз и Хаотиксов, а также Хаоса из лягушонка Фрогги и чао Чоколы для трансформации. В форме Метал Маднесса его правая рука становится огнемётом, он может пускать ракеты в своих противников. Форма «Метал Оверлорд» мало чем отличается от предыдущей как в плане внешнего вида, так и в наборе способностей, за исключением того, что в этой форме робот приобретает возможность использовать технику «Хаос-Контроль», позволяющую ему телепортироваться, а также огромные крылья, благодаря которым может летать.

## Появления

### Игры
Дебютировал Метал Соник в Sonic the Hedgehog CD для платформы Sega Mega-CD, где предстал в качестве одного из главных антагонистов. Доктор Эггман создал робота-ежа с целью отправить его в прошлое и, управляя им, изменить ход событий таким образом, чтобы в настоящем стать правителем мира. Спустя долгое время, не появляясь в основных играх серии, Метал Соник возвращается в Sonic Adventure, как камео в сюжете игры, и как открываемый играбельный персонаж в версии Director’s Cut DX. В Sonic Adventure 2 Battle он является одним из персонажей многопользовательского режима, не играя роли в сюжете игры. Полноценное возвращение герой совершает в Sonic Heroes, где является главным антагонистом, предавшим доктора Эггмана и захватившем чао Чоколу и лягушонка Фрогги, друзей Соника. Металлический ёж появляется в качестве одного из боссов в Sonic Generations. Персонаж также фигурирует в роли одного из главных злодеев в Sonic the Hedgehog 4: Episode II, снова помогая своему создателю победить Соника.
Метал Соник присутствует во многих спин-оффах франшизы о синем еже. Он появляется в качестве босса в платформерах Sonic the Hedgehog Triple Trouble и Knuckles' Chaotix, как играбельный персонаж в Sonic Pinball Party и автосимуляторах Sonic Drift 2 и Sonic R, а также как финальный босс файтинга Sonic the Fighters, позже став играбельным в переиздании проекта для платформ PlayStation 3 и Xbox 360. Помимо перечисленного, Метал Соник появлялся в подсерии Rivals, в Sonic Free Riders, Sonic Runners и Sonic Dash, в сериях-кроссоверах Mario & Sonic и Sega Superstars. Он должен был стать одним из боссов в отменённой игре Sonic X-treme. Вместе с некоторыми другими героями франшизы, он присутствовал на уровне по серии Sonic the Hedgehog для Lego Dimensions, где играл роль одного из боссов.

### Мультфильмы
В полнометражном аниме Sonic the Hedgehog: The Movie Метал Соник играет ключевую роль в истории. По сюжету Эггман посылает Соника в Роботрополис, якобы захваченный Тёмным Роботником, чтобы выключить перегревшийся генератор. Однако, добравшись до генератора, Соник попадает в электромагнитное поле, и все его данные копируются в Метал Соника. Робот побеждает его, однако синий ёж вскоре берёт реванш. Тем не менее Метал Соник перенял также и добрые черты характера Соника — в конце фильма он спасает президента, после чего падает в вулкан. Соник решает спасти его и протягивает ему руку, но Метал отталкивает её со словами «There is only one Sonic» (рус. «На свете должен быть только один Соник») и сгорает в лаве.
Помимо мультфильма, Метал Соник присутствовал в одном из эпизодов мультсериала «Соник Бум» — «Меня подставили». В данной серии робот совершает различные злодеяния с целью подставить Соника и очернить его репутацию.

### Кинематограф
Метал Соник впервые дебютировал в сцене после титров фильма «Соник 3 в кино» (2024). Персонаж и несколько его копий окружают главного героя, Соника, и готовятся его убить, но всех роботов уничтожает Эми Роуз, которая также впервые появилась в трилогии полнометражных фильмов.

### Печатная продукция
Дебют Метал Соника в комиксах состоялся в июне 1994 года, в 27-м выпуске серии Sonic the Comic от британского издательства Fleetway Editions. Здесь Метал Соник назван Металиксом. Так же, как и в оригинале, он был создан доктором Эггманом для уничтожения Соника. Однако после поражения многочисленные прототипы Металикса, созданные за всё время попыток разработать робота, способного одолеть Соника, основывают Братство Металиксов. Они строят себе предводителя в виде огромного и неподвижного робота-Соника в красно-золотистых цветах и называют его Императором Металиксом. Под его командованием они пытаются захватить родной мир Соника, Мобиус.
В серии комиксов Sonic the Hedgehog от компании Archie Comics, издаваемой с 1993 года, Метал Соник тоже получил новое имя — Шард. История его создания снова не отличается от изложенной в Sonic CD. После своего первого поражения от Соника и Борцов за Свободу доктор Эггман продолжает использовать Шарда и пару раз обновляет его. В конечном счёте Борцам за Свободу удаётся захватить Шарда и перепрограммировать его, после чего тот принимает сторону Соника и помогает ему противостоять доктору Эггману. Начиная с третьей инкарнации, Шард претерпевает сильные изменения в дизайне: синий цвет меняется на чёрный и золотой, место левой руки занимает пушка, в то время как лазерная пушка на животе заменяется силовым кристаллом. После перехода Шарда на сторону добра доктор Эггман создаёт ещё одного Метал Соника, внешне более напоминающего нынешнюю версию персонажа из видеоигр.

## Идея и создание
Во время разработки Sonic the Hedgehog CD — проекта, созданного для продвижения дополнения Mega-CD для игровой консоли Sega Mega Drive, — было принято решение сделать одним из главных антагонистов игры роботизированную версию главного героя, Соника. Автором персонажа стал Кадзуюки Хосино, помимо Метал Соника внёсший в Sonic CD ещё одного нового героя для серии, ежиху Эми Роуз. Работая над внешним видом для будущего противника синего ежа, Хосино старался ясно дать понять, что тот выполнен из металла. Концепт «равного Сонику соперника» также предполагал, что он должен будет уметь так или иначе передвигаться на высокой скорости. Было рассмотрено множество вариантов, но в итоге было решено использовать реактивный двигатель, встроенный в «спину» Метал Соника. Создатель не хотел, чтобы во время финального сражения между двумя «ежами» оба двигались совершено одинаково, поэтому в отличие от Соника движения Метал Соника рваные, а передвигается он, левитируя над землёй. После выхода Sonic the Hedgehog CD создатели Sonic the Hedgehog 2, Sega Technical Institute, ввели в проект свою собственную версию Соника-робота — Меха Соника. Несмотря на схожесть персонажей, Кадзуюки Хосино не принимал участия в его создании.
Долгое время персонаж не появлялся в основных играх франшизы. Во время создания Sonic Heroes, посвящённой двенадцатилетию выхода первой игры серии, в Sonic Team было решено вернуть Метал Соника и, более того, сделать его главным злодеем игры. В Sonic Heroes Метал Соник получил обновлённый дизайн, позже получивший название «Нео Метал Соник». Новый внешний вид персонажа был тоже плодом творчества Кадзуюки Хосино, создателя первой версии Метал Соника. В самом сюжете авторы решили полностью раскрыть одержимость Метал Соника своим оригиналом. Он считает себя лучше Соника во всём и даже пришёл к мысли, что он и есть оригинал, в то время как сам Соник является лишь его копией. Кроме того, Sonic Heroes стала первой игрой серии, в которой Метал Соник получил полноценное озвучивание; его голосом как и на японском, так и на английском стали актёры, озвучивавшие на тот момент Соника: Дзюнъити Канэмару на японском и Райан Драммонд на английском.
Как и многие другие основные герои вселенной Соника, Метал Соник имеет посвящённые ему музыкальные темы. Музыкальное сопровождение уровня «Stardust Speedway», на котором проходит сражение с финальным боссом, Метал Соником, в вариации «Bad Future» было повторно использовано в играх Sonic Generations и Sonic the Hedgehog 4: Episode II, также во время битв с Металом. В файтинге Sonic the Fighters, где Метал Соник выступает как финальный босс, битву с ним сопровождает трек «Never Let It Go (Death Egg’s Eye)». В музыкальном альбоме Virtual Sonic Говарда Дроссина, известного работой над саундтреками ко многим играм Sega времён Mega Drive, присутствует трек «Metal Sonic». В двухсерийном OVA-аниме Sonic the Hedgehog: The Movie герою посвящена закрывающая тема «Look-a-like», исполненная японской певицей Рию Конакой; укороченная версия песни была выпущена в составе альбоме-сборника True Colors: The Best of Sonic the Hedgehog Part 2. В Sonic Heroes темой Метал Соника является композиция «What I’m Made of…», исполненная группой Crush 40 и звучащая во время сражения с финальным боссом игры, Метал Оверлордом.

## Восприятие
Почти единогласно Метал Соник получил хорошие отзывы как от критиков, так и от фанатов. Высоко оценил персонажа в Sonic the Hedgehog CD критик Дейл Норт из Destructoid, заявив, что будет досадно, если игрок пропустит битву с Метал Соником. Дэниел Альварес из TheGamer в списке «Топ игр основной серии Sonic от худших к лучшим» выделил Sonic the Hedgehog CD как одну из важнейших игр серии, так как она стала дебютом Метал Соника и ежихи Эми Роуз. Критик также похвалил разработчиков за уровни в Sonic CD и Sonic Heroes, в которых робот-ёж появляется в качестве босса. Джулиан Хейзелдин, автор книги Speedrun: The Unauthorised History of Sonic The Hedgehog, назвал Метал Соника «ключевым элементом» Sonic CD, а вклад создателя персонажа, Кадзуюки Хосино, в разработку обновлённого дизайна героя в Sonic Heroes — «впечатляющим».

В списке «Лучшие и худшие персонажи серии Sonic», составленном Official Nintendo Magazine, Метал Соник занял десятое место. Рецензент журнала, Томас Ист, описывая персонажа и его историю в Sonic CD сравнил его с Терминатором из одноимённой серии фильмов. Он посчитал, что персонаж гораздо «круче» своего прототипа, ежа Соника. В конце автор выразил надежду, что разработчики будут уделять Метал Сонику больше внимания в последующих играх серии и, возможно, посвятят ему отдельную игру. Неоднократно Метал Соник включался различными изданиями в списки лучших роботов в компьютерных играх. В феврале 2009 года GameDaily поместил его на 13-е место в списке 25 лучших роботов из компьютерных игр, назвав его лучшим творением Доктора Эггмана и отмечая его способность к трансформации. В аналогичном списке от Complex.com, опубликованном в июле 2012, Метал Соник был тоже удостоен 13-го места. Свой список на ту же тему сделал и ресурс Ugo.com, озаглавив его «Роботы, которых мы любим, несмотря на то, что они не могут ответить взаимностью». В этой иерархии металлический ёж был помещён на 21-е место, причём Марисса Мели, журналистка сайта, предположила, что возможной причиной плохого качества игр о Сонике, следующих за Sonic Adventure 2, является потакание Sega плохому вкусу фанатов, которые предпочли Шэдоу Метал Сонику: 
Согласно опросу фанатов, проводившемуся Sega of Japan, Метал Соник — второй по количеству голосов персонаж, которого фанаты хотели бы видеть в будущих играх. Знаете, кто первый? Ёж Шэдоу. Вы знаете, может быть, причина, по которой игры о Сонике после эры Dreamcast плохи потому, что плохи [сами] фанаты, а Sega просто подыгрывает толпе.
Тем не менее в топе «Странных роботов» от сайта GamesRadar герой был резко раскритикован, как самый нелепый персонаж серии: «если ты хочешь сделать что-то настолько же быстрое, как и Соник, то почему оно должно ещё и выглядеть, как Соник? Грызуны не славятся скоростью… нельзя было сделать робота эму или гепардом?», — поделился размышлениями Тайлер Уайлд, рецензент ресурса.
Персонаж также не раз занимал лидирующие позиции в голосованиях и опросах, проводимых среди фанатов. Как уже упомянуто, в опросах, проводимых официальным японским сайтом франшизы, Sonic Channel, в 2006 году Метал Соник занял второе место среди персонажей, которых фанаты хотели бы видеть чаще в будущих играх (первое место в данной категории досталось Шэдоу). Также выяснилось, что Метал Соник является самым любимым злодеем серии среди японских игроков. С августа по сентябрь 2015 года официальным американским блогом Sega было устроено голосование под названием The Sonic Showdown (с англ. — «Схватка Соника»), в которой посетителям предлагалось выбрать самого лучшего персонажа серии; несмотря на название, сам Соник в голосовании представлен не был. Голосование осуществлялось в форме турнира и делилось на раунды: в каждом раунде игроки выбирали между двумя героями, победитель проходил в следующий раунд. Метал Соник был представлен в паре с Кошкой Блейз, которая победила с разницей в 308 голосов. В 2016 и 2017 годах фанатский сайт The Super Sonic Zone (более известный под аббревиатурой TSSZ) проводил аналогичное голосование, Metallic Madness (с англ. — «Металлическое безумие»), где, однако, помимо персонажей также присутствовали и фанатские сайты по играм Sonic the Hedgehog. В первый год проведения мероприятия Метал Соник также проиграл в первом раунде, но на этот раз ехидне Наклзу. В 2017 году персонажу повезло больше: он дошёл до третьего раунда и, прежде чем проиграть Супер Сонику, одолел в первом и втором раундах Кота Бига и лисёнка Майлза «Тейлза» Прауэра.